# Julianakapel
De Julianakapel is een kerkgebouw in Oude Pekela dat gebruikt wordt door de hervormde gemeente van bijzondere aard (b.a.) binnen de Protestantse Kerk in Nederland aldaar.

## Geschiedenis
De wortels van de gemeente liggen in een in 1906 opgerichte evangelisatiecommissie. Deze commissie bestond uit leden van de Hervormde kerk in Oude Pekela, die zich niet konden vinden in de vrijzinnige koers die daar werd aangehouden, en evangelische christenen die bij geen enkele kerk waren aangesloten.
De commissie begon in 1916 met de bouw van een neogotische zaalkerk, de Julianakapel. Later werd de kapel de eerste evangelisatiepost die viel onder de verantwoordelijkheid van de in 1935 opgerichte Hervormde Bond voor Inwendige Zending op Gereformeerde Grondslag, de latere IZB - vereniging voor zending in Nederland. Gedurende de tientallen jaren die volgden hadden verschillende christelijke verenigingen en -partijen bijeenkomsten in het bijgebouw van de kerk, Rehoboth. Huibertus van der Veen (1893-1969), evangelist, verzetsstrijder en later ook wethouder van Oude Pekela, was tussen 1924 en 1962 voorganger van de gemeente.  
In 1997 werd de Julianakapel van een evangelisatiepost een “hervormde buitengewone wijkgemeente” van de Nederlandse Hervormde Kerk van Oude Pekela. Bij de oprichting van de Protestantse Kerk in Nederland werd dit een “hervormde wijkgemeente van bijzondere aard”. Toen in 2012 de Pekelder Hervormde kerk fuseerde met de plaatselijke gereformeerde kerk tot een protestantse kerk in Oude Pekela, werd de wijkgemeente een zelfstandige hervormde gemeente.
In ieder geval tot de jaren veertig van de 20e eeuw werd de kerk in Kibbelgaarn, een gehucht ten noorden van Oude Pekela, als evangelisatiepost geleid vanuit de Julianakapel. Sinds 1999 bestaat er een samenwerking met de Sionsgemeente in Assen. 
De Julianakapel is in 2011 volledig gerenoveerd. De meest recente renovatie van het orgel vond in 1998 plaats door orgelbedrijf Pels & Van Leeuwen.